# Басута
Басута (араб. باسوطة‎) — деревня на северо-западе Сирии, расположенная на территории мухафазы Халеб. Входит в состав нахии Африн района Африн.

## Географическое положение
Деревня находится в северо-западной части мухафазы, на правом берегу реки Африн, на высоте 195 метров над уровнем моря.

Басута расположена на расстоянии приблизительно 30 километров к северо-западу от Халеба, административного центра провинции и на расстоянии 323 километров к северо-северо-востоку (NNE) от Дамаска, столицы страны.

## Население
По данным официальной переписи 2004 года численность населения деревни составляла 2389 человек.

## Достопримечательности
В Басуте находятся руины крепости, первые упоминания о которой, относятся к XII веку.